# Bait un-Nuur

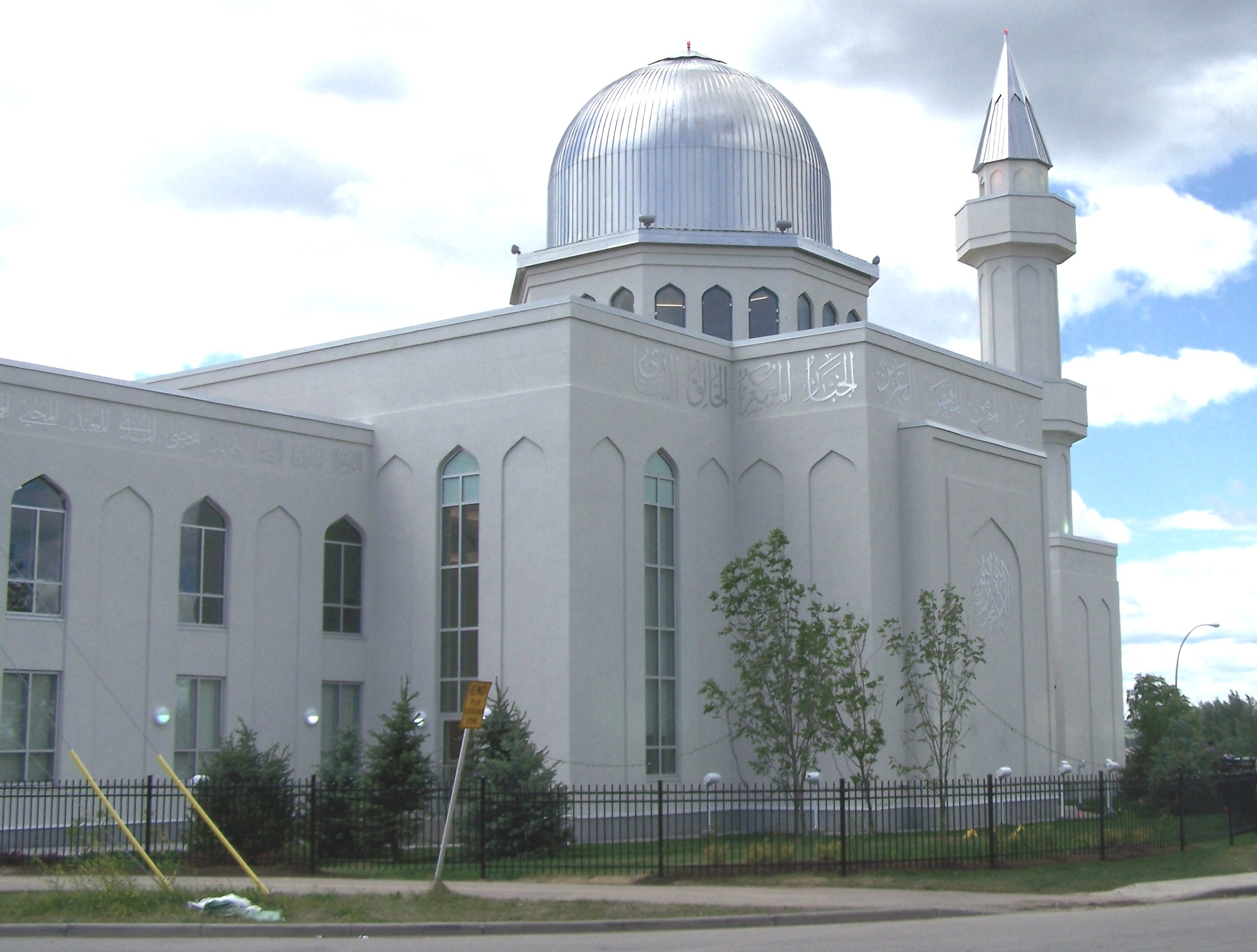
Bait un-Nuur in Calgary, Kanada

Das Bait un-Nuur (Urdu بیت النور DMG Baīt al-Nūr, deutsch ‚Haus des Lichts‘) ist eine Moschee der Ahmadiyya Muslim Jamaat in der Castleridge-Gemeinde von Calgary, Alberta. Sie gilt als die größte Moschee Kanadas. Die Ahmadiyya Gemeinde hat in Calgary geschätzte 3000 Mitglieder.

## Konstruktion
Der Grundstein der Moschee wurde 2005 gelegt, der Bau wurde 2008 bei geschätzten Kosten von 15 Millionen kanadischer Dollar eröffnet, wobei 8 Millionen von ortsansässigen Mitgliedern aufgebracht wurden. Der Gebäudekomplex hat eine Fläche von rund 15.000 m² und eine Gebetsfläche von etwa 4.500 m², welche von einem 400 kg schweren Kronleuchter geschmückt wird. Die äußerlichen Charakterzüge der Moschee sind eine Kuppel und ein 29,5 m hohes Minarett. Beide sind mit Stahl überdeckt. Zudem zieren die 99 Namen Allahs das Exterieur in silberner Schrift.

## Eröffnung

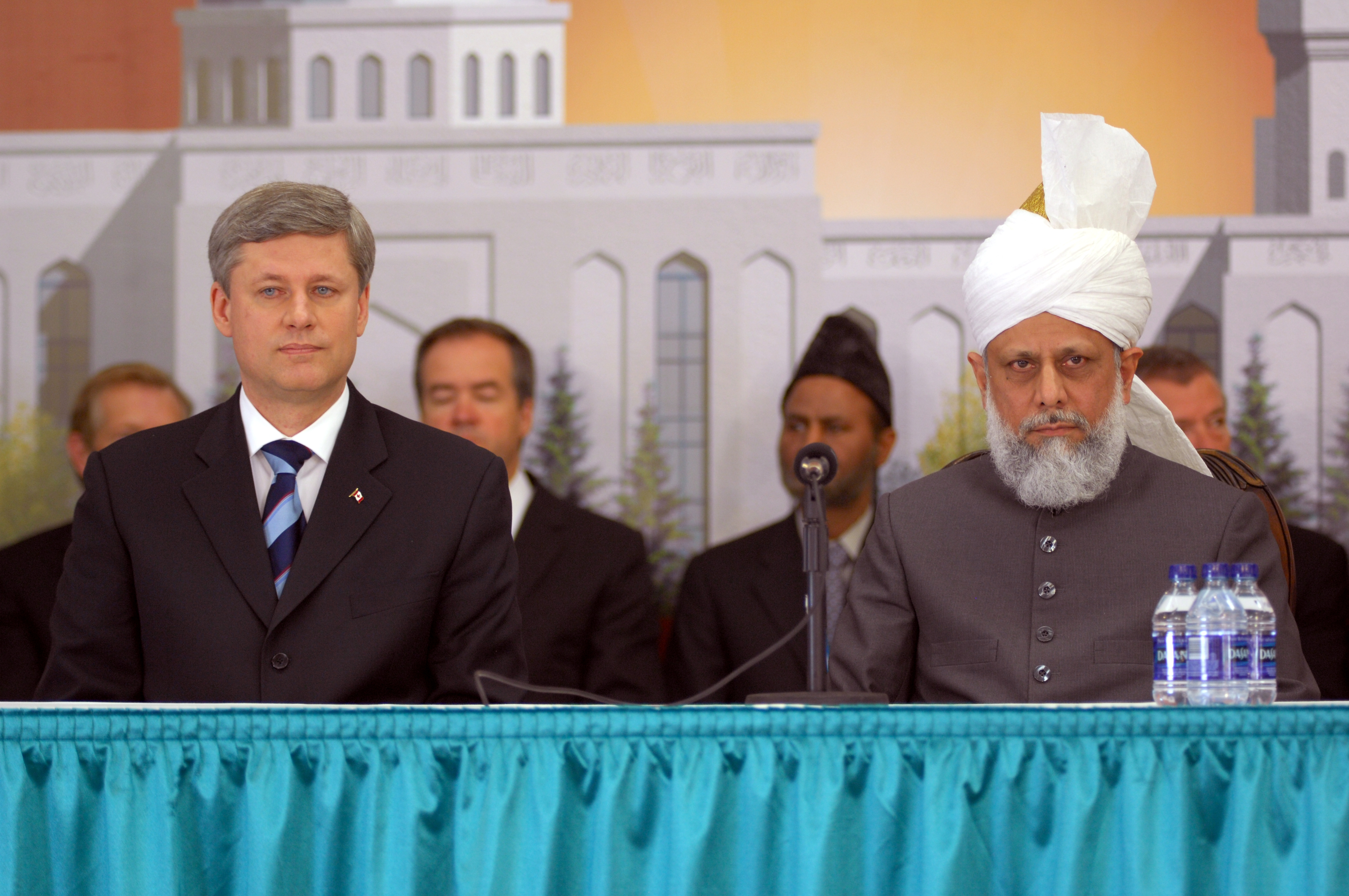
Stephen Harper und Mirza Masroor Ahmad bei der Eröffnungszeremonie

Der Eröffnungszeremonie am 5. Juli 2008 wohnten 5000 Zuschauer bei, unter den geladenen Gästen befanden sich der kanadische Premierminister Stephen Harper, Oppositionsführer Stéphane Dion und Calgarys Bürgermeister Dave Bronconnier. Auch der römisch-katholische Bischof von Calgary, Fred Henry, und Mirza Masroor Ahmad, das Oberhaupt der weltweiten Ahmadiyya Muslim Jamaat, waren bei der Eröffnung zugegen.